# Камілла роздвоюється
«Камі́лла роздво́юється» — французький фільм режисера і авторки сценарію Ноемі Львовскі. Стрічку показували на Каннському кінофестивалі 2012 року, де її вшановано відзнакою Товариства драматичних авторів і композиторів (SACD).
Фільм має найбільшу кількість номінацій (13) кінопремії Сезар 2013 року.

## Сюжет
Головні герої фільму Ерік та 16-літня Камілла. Вони пристрасно закохуються одне в одного, невдовзі у них народжується донька. 25 років потому Ерік йде від Камілли до молодої жінки. Увечері 31 грудня Камілла раптово потрапляє в минуле. Їй знову 16 років. Вона заново «відкриває» своїх батьків, своїх друзів, свою молодість і Еріка. Камілла ставить собі питання, що робити тепер, якщо вона вже знає, що через 25 років її любові прийде кінець?

## Акторський склад
- Ноемі Львовскі — Камілла Ваян
- Самір Гесмі — Ерік
- Жудіт Шемла — Жозефа
- Індія Ейр — Аліса
- Джулія Форе — Луїза
- Йоланда Моро — мати Камілли
- Мішель Вюєрмоз — батько Камілли
- Дені Подалідес — Альфонс
- Жан-П'єр Лео — мосьє Дюпон, годинникар
- Венсан Лакост — Венсан
- Міша Лекот
- Матьє Амальрік — вчитель французької
- Ріад Саттуф

## Премії
- 2013 : Премія «Люм'єр» за найкращий жіночий дебют — Жудіт Шемла, Жулія Фор, Індія Хейр. Спеціальний приз Люм'єр за фільм і режисуру.
- 2013 : Премія «Магрітт» найкращій акторці другого плану — Йоланда Моро[6].
- 2013: Трофей французького фільму 2013.